# Provincia Lebap
Provincia Lebap este o unitate administrativă de gradul I a Turkmenistanului. Reședința sa este orașul Türkmenabat.